# Hotel Pennsylvania
El Hotel Pennsylvania fue un hotel ubicado en el número 401 de la 7.ª Avenida (También el número 15 de la Penn Plaza) de Manhattan, justo enfrente de la estación Pennsylvania Station y el Madison Square Garden. Inaugurado en 1919, fue el hotel más grande del mundo. Siguió siendo el cuarto más grande de la ciudad de Nueva York hasta que cerró permanentemente el 1 de abril de 2020. Después de años de infructuosas batallas de preservación, fue demolido en 2023. El hotel será reemplazado por 15 Penn Plaza, una torre de 68 pisos.

## Historia

### Sus primeros años
El Hotel Pennsylvania fue construido por la Pennsylvania Railroad y gestionado por Ellsworth Statler.  Abrió sus puertas el 25 de enero de 1919 y fue diseñado por William Symmes Richardson de la firma McKim, Mead & White, que también diseño la Pennsylvania Station original ubicada justo enfrente. (Dicha Pennsylvania Station fue demolida en 1963 para poder construir el Madison Square Garden y rehacer la estación de forma subterránea, que actualmente sigue en uso).
Statler Hotels, que había gestionado el Pennsylvania desde su construcción, lo compró en 1948 y lo renombró como Hotel Statler.  Tras la venta de los 17 hoteles Statler a Conrad Hilton en 1954, el hotel se convirtió en el Statler Hilton. Estuvo en funcionamiento con ese nombre hasta principios de los 80, cuando Hilton vendió el hotel. Fue renombrado como New York Statler durante un breve periodo y fue gestionado por Dunfey Hotels, una división de Aer Lingus. Fue comprado en 1984 por la cadena Penta Hotels, una joint-venture de British Airways, Lufthansa, y Swissair, convirtiéndose en el New York Penta. En 1992 Penta se disolvió y el hotel volvió a su nombre original, Hotel Pennsylvania. Actualmente su propietaria es Vornado Realty Trust, que compró en hotel en 1997.

### Propuesta de demolición
La primera amenaza de demolición del Hotel Pennsylvania fue en 1997, cuando Vornado Realty Trust compró el hotel. Vornado anunció en 2007 que el hotel iba a ser demolido para construir en su lugar un nuevo edificio de oficinas con Merrill Lynch como empresa principal. Vornado Realty Trust pretendía construir un edificio de 230.000 m² para 2011.
Para evitarlo, en 2006 se creó la organización Save Hotel Pennsylvania Foundation (ahora denominada Hotel Pennsylvania Preservation Society).
Poco después del anuncio de Vornado, la plantilla del 2600: The Hacker Quarterly, una revista que patrocinaba la convención bianual HOPE Hacker que se celebraba en el hotel, comenzaron a investigar posibles vías para salvar al hotel de ser demolido. Ellos se unieron a la nueva Save the Hotel Pennsylvania Foundation, entre cuyos miembros se encontraban un importante número de organizaciones vecinales y políticos, incluyendo The Historic District Council, Manhattan Community Board 5, y el congresista Richard Gottfried. En noviembre de 2007, el Manhattan Community Board 5 votó con 21 votos a favor y 8 en contra declarar al histórico hotel como sitio de interés por el New York City Council. Sin embargo, en febrero de 2008 la New York City Landmarks Preservation Commission denegó dicha distinción.
Los esfuerzos de conservación se han enfrentado con varias dificultades. Emmanuel Goldstein de 2600 indicó que mientras personas extranjeras mostraban preocupación por el destino del hotel, "A los neoyorquinos no les importaba tanto como para implicarse.  El hotel era viejo; las habitaciones no eran tan grandes y lujosas como las de otros hoteles más modernos; y los neoyorquinos sencillamente no estaban en una posición para entender la importancia de tal sitio ya que normalmente no necesitan hoteles baratos y fácilmente accesibles si ya viven aquí."
El 14 de julio de 2010, la New York City Department of City Planning votó unánimemente a favor de la construcción de la torre.
El 14 de diciembre de 2011, Vornado propuso retrasar la demolición del hotel debido a las condiciones del mercado.
El 4 de marzo de 2013, Vornado declaró que abandonaban los planes para derribar el hotel y reemplazarlo con la edificio de oficinas. La decisión estuvo seguida por una declaración del presidente Steven Roth: "no vamos a derruir el hotel. De hecho,  vamos a invertir notablemente en él e intentar convertirlo en un hotel realmente rentable y bueno para nuestros propósitos."

### Planes de reforma
Más allá de las comunicaciones de Vornado confirmando que reformarán y mejoraran el hotel, no hay mucha más información. Los conservacionistas, así como los integrantes de la Hotel Pennsylvania Preservation Society (la antigua Save Hotel Pennsylvania Foundation) afirmaban que les gustaría ver que las reformas se convirtiesen en restauraciones que devuelvan al hotel a su esplendor de 1919.

### Cierre y demolición
El hotel se vio obligado a cerrar en abril de 2020 debido a la pandemia de COVID-19 en la ciudad de Nueva York. Al ver la oportunidad de remodelar el sitio, Steven Roth volvió a considerar cerrar el hotel de forma permanente. Roth anunció planes en abril de 2021 para reemplazar el hotel por un rascacielos. La decisión fue muy polémica, con grupos de defensa del patrimonio luchando por salvar el histórico hotel de la demolición.
A finales de 2021, la compañía International Content Liquidations terminó de vender el contenido del interior del hotel en preparación para su demolición. Los artículos a la venta incluían candelabros e iluminación, barandillas de escaleras ornamentadas, muebles de habitaciones, colchones y ropa de cama sin usar, televisores, todo el gimnasio y cocinas comerciales del hotel, mesas y sillas para banquetes y las puertas originales de las habitaciones. Algunos artefactos fueron rescatados por la Sociedad de Preservación del Hotel Pennsylvania durante este tiempo. La demolición del hotel comenzó en enero de 2022. El hotel había sido deconstruido hasta el piso 12 en marzo de 2023. En octubre de ese mismo año, toda la estructura sobre el suelo había desaparecido.
El plan inicial para el terreno del antiguo hotel era construir una torre de oficinas de 68 pisos, pero la disminución de la demanda de espacio para oficinas anuló la idea. En 2024 el grupo propietario del terreno vendió a la prensa la construcción de canchas de tenis temporales para posibles partidos del US Open, canchas de baloncesto y tal vez una valla publicitaria de 10 pisos.

## Pennsylvania 6-5000
El hotel tuvo la distinción de tener el número de teléfono de Nueva York con un mayor uso continuado. El número, PEnnsylvania 6-5000, (212-736-5000), fue inspiración para la canción del mismo nombre compuesta por Jerry Gray (cuya letra creó posteriormente Carl Sigman).
Durante las últimas décadas, cuando se llamaba al hotel se podía escuchar la grabación de Glenn Miller hasta que los operadores respondían. Esta licencia a la nostalgia terminó en 2012.

## Películas
- El Hotel Pensilvania apareció en 1986 en la película El Proyecto de Manhattan, alojando una feria de ciencia.  Más que construir un escenario y llenarlo de actores, los productores de la película organizaron una feria de ciencia real en el hotel, y simplemente la filmaron mientras se llevaba a cabo.
- En 1997, El gran salón se convirtió en NEP/Image TV Studios y es ahí donde se rodaron las series de televisión Maury, Sally Jessy Raphael, 2 Minute Drill, y The people's Court, y actualmente alberga la producción del show de Bill Cunningham.
- En 2009, los estudios viejos del hotel fueron reconstruidos y sus nuevos 930 m² se convirtieron en el estudio para la sitcom Sherri.[23]

## Galería de imágenes

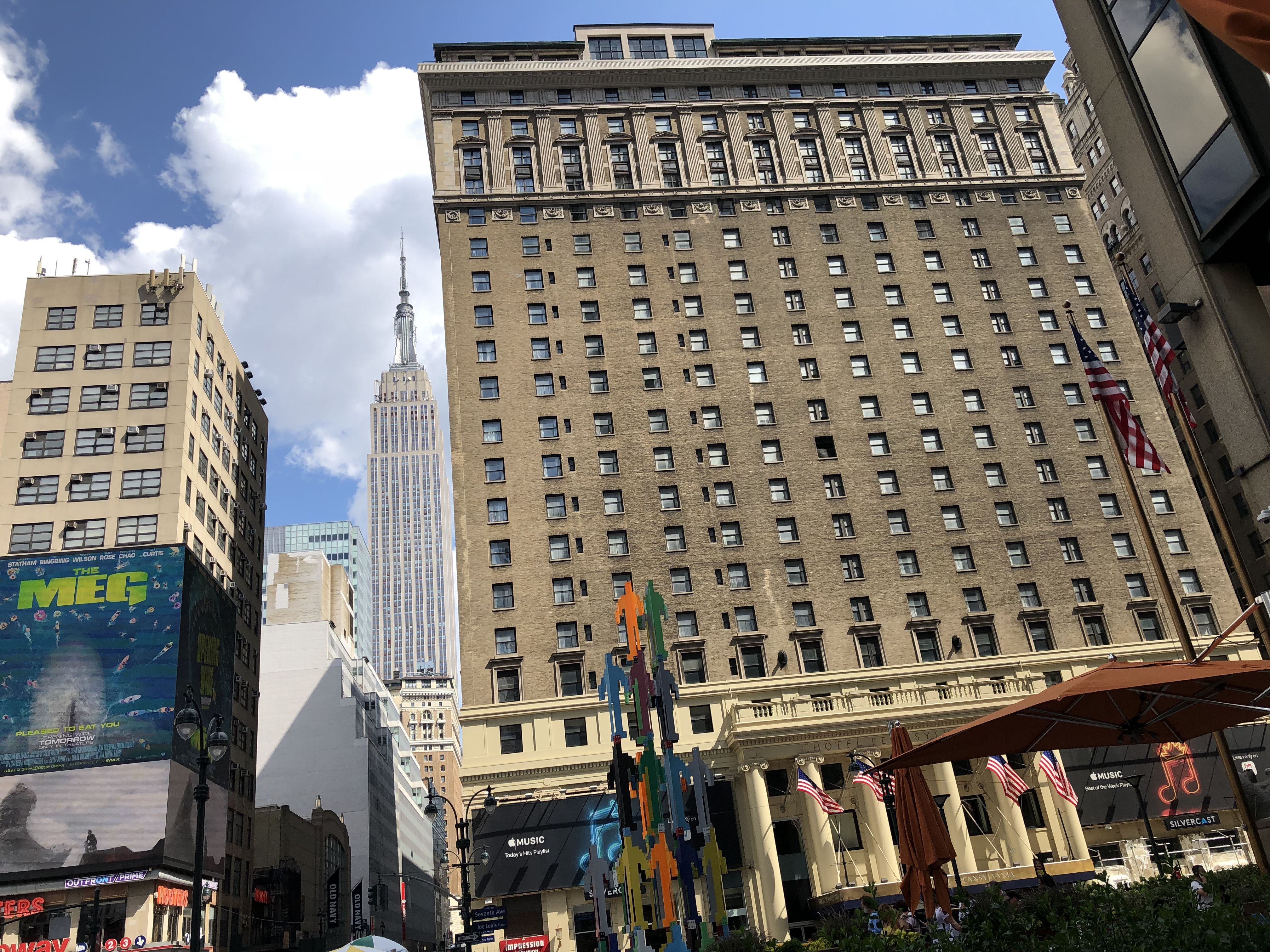
Fachada principal, con el Empire State al fondo).
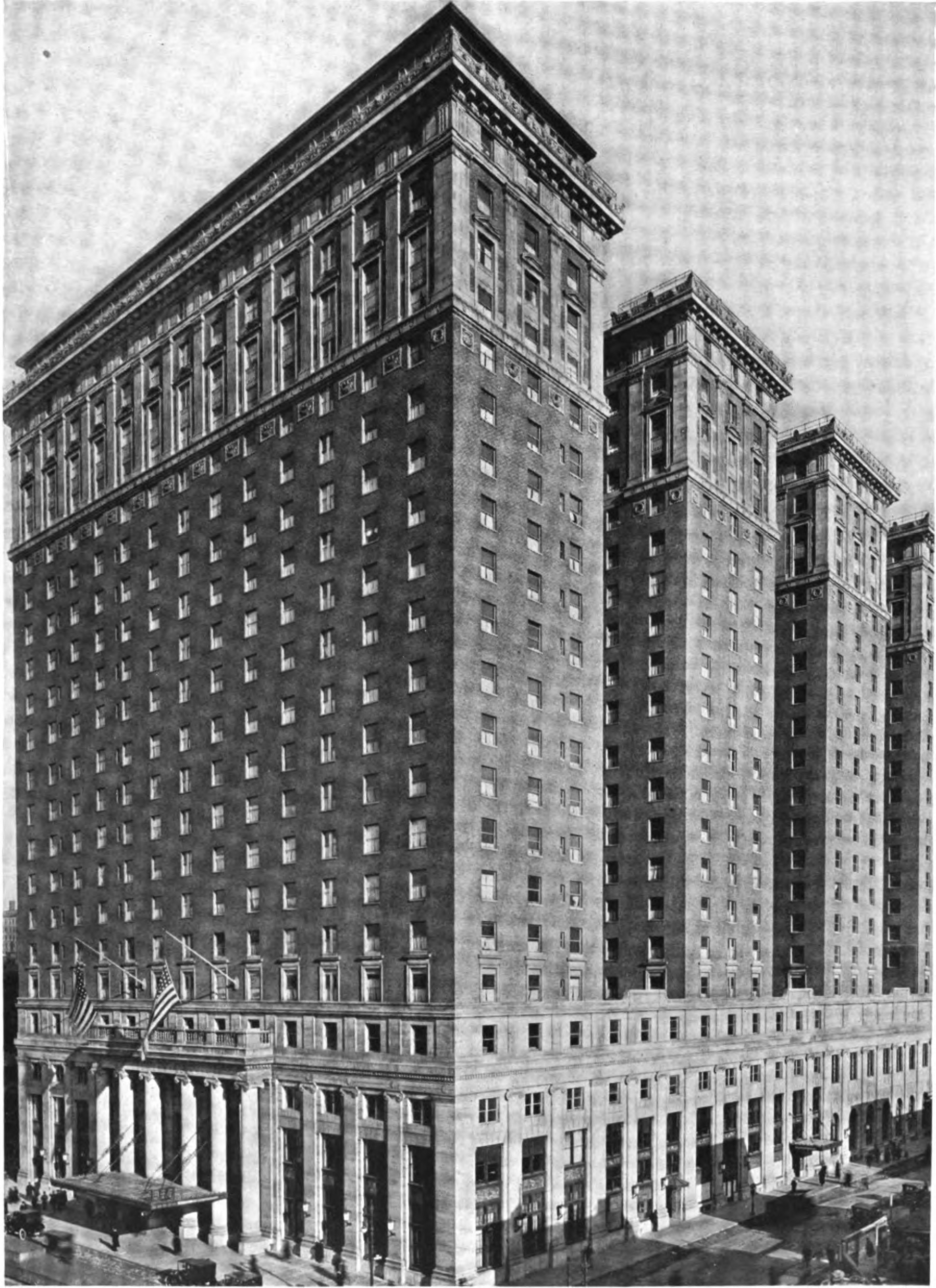
Vista general del exterior de Pensilvania de Hotel.
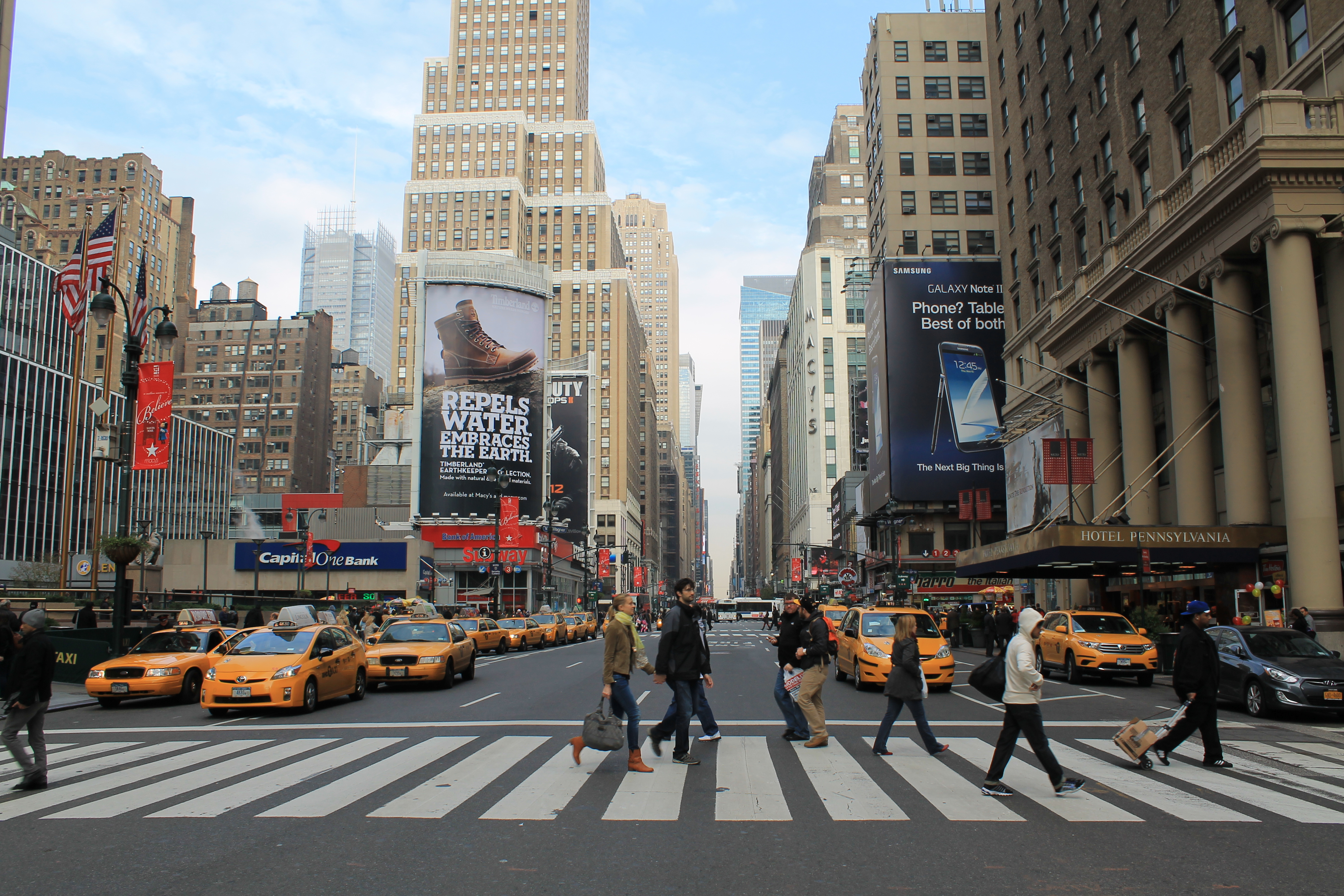
Panorámica del entorno del hotel (situado a la derecha de la imagen) en 2012.